# Serguéi Fesenko
Serguéi Fesenko (en ruso: Сергей Леонидович Фесенко) (Krivói Rog, Ucrania, 29 de enero de 1959) es un nadador soviético retirado especializado en pruebas de estilo mariposa, donde consiguió ser campeón olímpico en 1980 en los 200 metros mariposa y subcampeón en 400 metros estilo combinado.

## Carrera deportiva
En los Juegos Olímpicos de Moscú 1980 ganó la medalla de oro en los 200 metros estilo mariposa, con un tiempo de 1:59.76 segundos, por delante del británico Phil Hubble  y del alemán Roger Pyttel; y también ganó la plata en los 400 metros estilos, con un tiempo de 4:23.43 segundos, tras el también soviético Aleksandr Sidorenko.

## Palmarés internacional
| Juegos Olímpicos               | Juegos Olímpicos         | Juegos Olímpicos  | Juegos Olímpicos |
| Año                            | Lugar                    | Medalla           | Prueba           |
| ------------------------------ | ------------------------ | ----------------- | ---------------- |
| 1980                           | Moscu ( Rusia)           | Medalla de oro    | 200 m mariposa   |
| 1980                           | Moscú ( Rusia)           | Medalla de plata  | 400 m estilos    |
| Campeonato Mundial de Natación |                          |                   |                  |
| Año                            | Lugar                    | Medalla           | Prueba           |
| 1978                           | Berlín Oeste ( Alemania) | Medalla de plata  | 400 m estilos    |
| 1982                           | Guayaquil ( Ecuador)     | Medalla de bronce | 400 m estilos    |
| 1982                           | Guayaquil ( Ecuador)     | Medalla de plata  | 200 m mariposa   |
| Campeonato Europeo de Natación |                          |                   |                  |
| Año                            | Lugar                    | Medalla           | Prueba           |
| 1977                           | Jönköping ( Suecia)      | Medalla de oro    | 400 m estilos    |
| 1981                           | Split ( Yugoslavia)      | Medalla de oro    | 400 m estilos    |
| 1981                           | Split ( Yugoslavia)      | Medalla de bronce | 200 m mariposa   |
| 1983                           | Roma ( Italia)           | Medalla de plata  | 200 m mariposa   |